# Ваханія Ілля Сосойович
Ілля Сосойович Ваханія (рос. Илья Сосоевич Вахания, нар. 14 січня 2001, Санкт-Петербург, Росія) — російський футболіст, фланговий захисник клубу «Ростов» та національної збірної Росії.

## Ігрова кар'єра

### Клубна
Ілля Ваханія народився у Санкт-Петербурзі і є вихованцем клубної академії пітерського «Зеніта». З 2020 року футболіст почав грати за дублюючий склад «Зеніт-2» в Другій лізі. В останньому турі сезону чемпіонату Росії 2021/22 у матчі проти «Нижнього Новгорода» Ваханія був внесений до заявки першої команди «Зеніта» але на поле того разу так і не вийшов.
Влітку 2023 року Ваханія перейшов до «Ростова». 5 серпня 2023 року в поєдинку проти самарських «Крил Рад» футболіст дебютував в російській Прем'єр - лізі.

### Збірна
7 червня у товариському матчі проти команди Білорусі Ілля Ваханія дебютував у складі національної збірної Росії.